# St. Salvator (Hülfensberg)

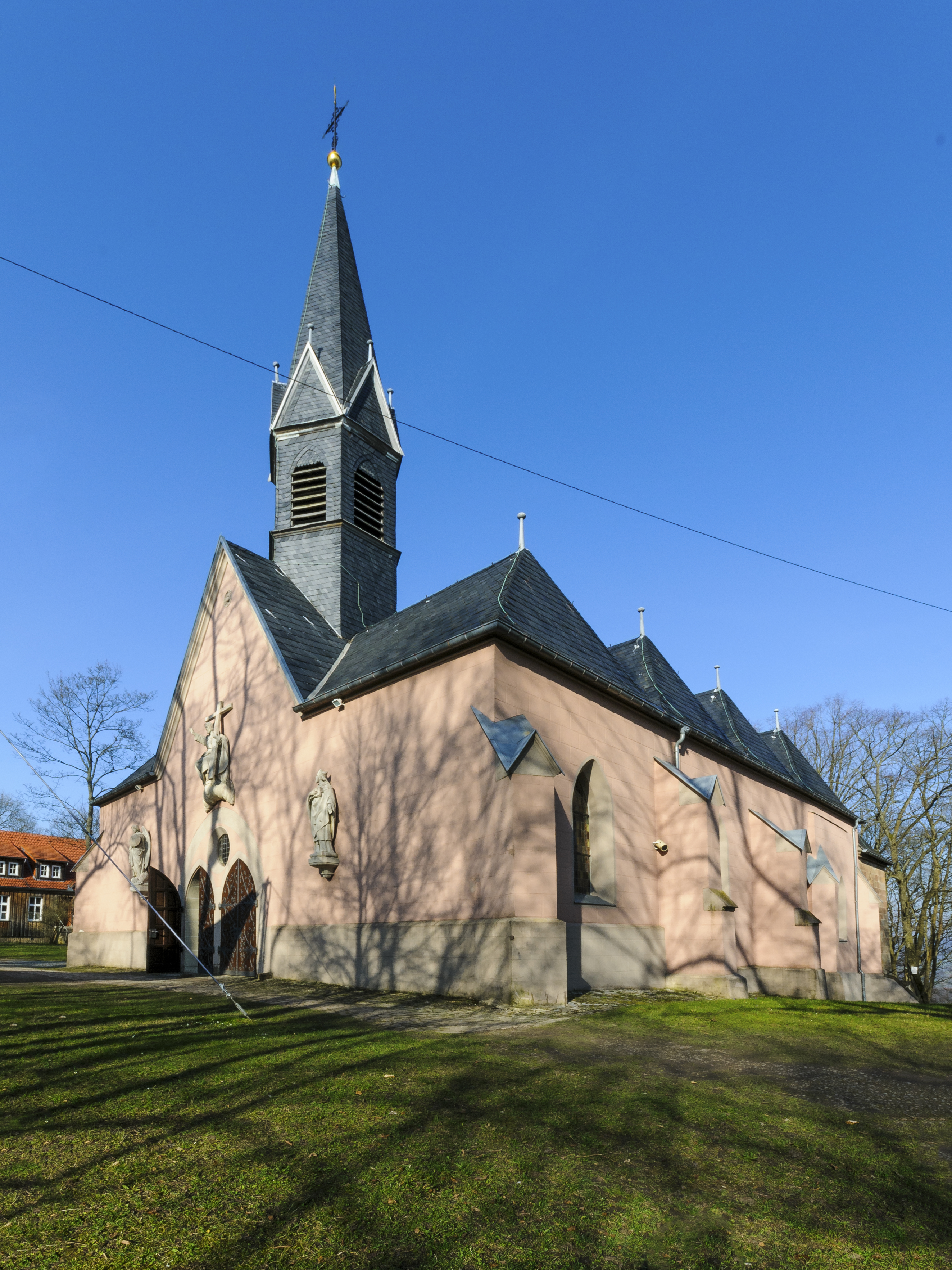
Römisch-Katholische Kloster- und Wallfahrtskirche St. Salvator auf dem Hülfensberg

Die römisch-katholische Kloster-, Filial- und Wallfahrtskirche St. Salvator (auch Christus der Erlöser) steht auf dem Hülfensberg bei Geismar im thüringischen Landkreis Eichsfeld. Sie ist die Klosterkirche des Franziskanerklosters Hülfensberg und Filialkirche der Pfarrei St. Ursula Geismar im Dekanat Dingelstädt des Bistums Erfurt. Sie trägt das Patrozinium Salvator mundi.

## Geschichte
Die älteste Urkunde mit Nachrichten über den Hülfensberg ist eine Papsturkunde aus dem Jahre 1351, in der die Pfarrstelle St. Salvator auf dem Stuffenberg genannt ist. Eine weitere Urkunde ist auf den 30. Mai 1352 datiert. Zu dieser Zeit gehörte der Hülfensberg zum Martinsstift in Heiligenstadt, das 1357 das Patronat über die Wallfahrtskirche dem Zisterzienserinnenkloster Anrode überließ. Seit 1360 sind Wallfahrten auf den Hülfensberg bekannt, diese Wallfahrt zum Hülfenskreuz wurden von Anrode aus organisiert. Die Entstehung des Kruzifixes wird meist ins 11. oder 12. Jahrhundert datiert. Es befindet sich bis heute am „Gnadenaltar“.
Die Kirche wurde von 1360 bis 1367 errichtet. Sie trug die Patronizien Salvator mundi, Michael, Johannes Baptista und Bonifatius. Dieser Kirchenneubau wurde an einen älteren, an der Südseite, neben der Sakristei liegenden Teil angebaut. Jener Teil, ein Bethaus, stammt aus der Zeit vor dem Jahr 1000. 1381 überließen die Brüder Eckehard, Heinrich, Hardegen und Apel von Proyse, Burgmänner zu Treffurt und Stein dem Kloster Anrode das Dorf Bebendorf mit dem Hülfensberg und allem Zubehör und Rechten.
1583 wurde der Hülfensberg kurmainzisch und blieb – wie das gesamte Eichsfeld – auch während der Reformationszeit römisch-katholisch. Die Erlöserkirche wurde im Laufe der Jahrhunderte mehrfach erweitert und verändert, insbesondere erfuhr sie im 17. Jahrhundert eine behutsame Barockisierung.
1890 wurde die Kirche wegen gefährlicher Risse in der Chormauer nach Plänen des Franziskaners Paschalis Gratze neugotisch erweitert. Die angebaute erste Bonifatiuskapelle wurde abgebrochen und an anderer Stelle wieder aufgebaut. Auf den Grundmauern der alten Kapelle wurde die Apsis mit dem Altar- und Chorraum gebaut. Des Weiteren wurde das vormalige Satteldach durch das heutige mehrgliedriges Dach ersetzt und der Dachturm aufgesetzt. Auch das westliche Hauptportal stammt aus dieser Zeit.
Am 5. April 1945 war der Hülfensberg Ziel eines US-amerikanischen Artillerieangriffs. Dabei wurden das Kirchendach und der Turm beschädigt.

## Architektur
Die Kirche ist dreischiffig mit vier Jochen. Die Schiffe haben die gleiche Breite und die Joche sind annähernd quadratisch. Das Kreuzrippengewölbe hat Schlusssteine mit figürlichen Darstellungen und wird von achteckigen Pfeilern ohne Kämpfer getragen. Das Dach ist mehrgliedrig und hat einen Dachturm mit Schiefereindeckung am Westende des Mittelschiffs. Der Chor hat einen dreiseitigen Abschluss mit niedriger Traufe. Die Seitenwände werden durch Strebepfeiler gestützt. Die Kirche hat gotische Spitzbogenfenster, jedoch haben das Nord- und Südportal Rundbogen mit Profilabfasung, Knopfbesatz und sind bekrönt mit Rundfenstern.

## Ausstattung

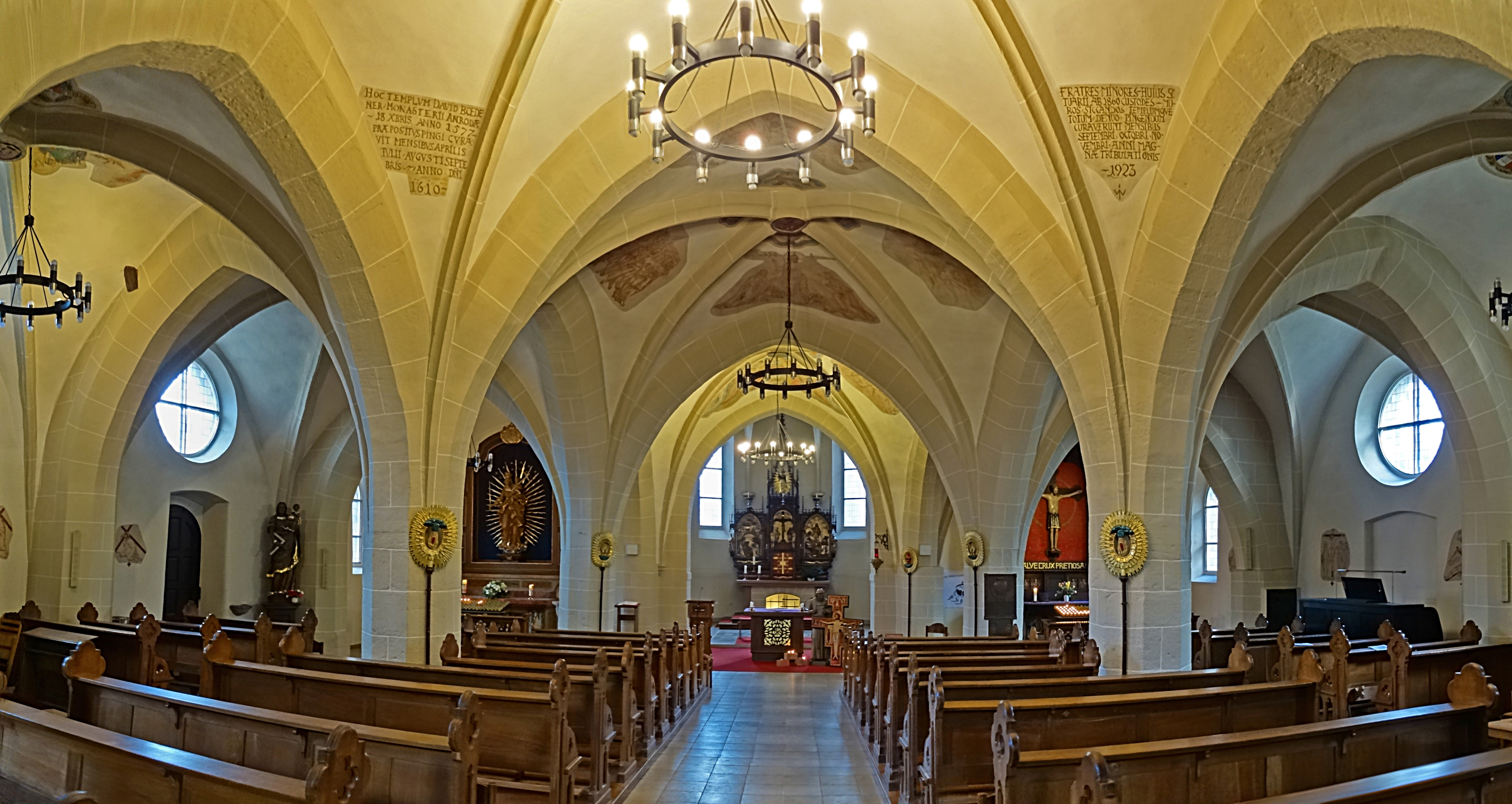
Innenansicht

- sehr bedeutendes Kreuz im südlichen Seitenaltar (12. Jahrhundert)

- im Chor Statuen des heiligen Bernhard und des heiligen Benedikt von Nursia (18. Jahrhundert)
- Marienaltar (nördlicher Seitenaltar) mit Mondsichelmadonna (18. Jahrhundert), Altarflügel (19. Jahrhundert)
- Taufstein (1613)
- Gruft der Familie von Hessen-Rotenburg im südöstlichen Seitenschiff darüber Epitaph (1681)
- Westportal mit Darstellungen des Erzengel Michael, des heiligen Bonifatius und Christus Salvator (1890)
- Armreliquiar des heiligen Bonifatius, Schenkung von 1670 von Abt Joachim von Fulda
- Ausmalung von Jakob Seboths (1690–97), 1896 und 1923 (Würzburger Kunstmaler W. Jakob) überarbeitet und ergänzt[3][7]

## Orgel
2001 errichtete Bernhard Kutter eine neue Orgel, dessen 36 Register sich auf drei Manuale und Pedal verteilen. Die Spiel- wie Registertraktur sind elektrisch. Das Hauptwerk und ein Schwellwerk befinden sich jeweils rechts und links vom Hauptportal der Kirche, ein weiteres Schwellwerk hinter dem Marienaltar, die Pedalregister sind auf alle drei Standorte verteilt.

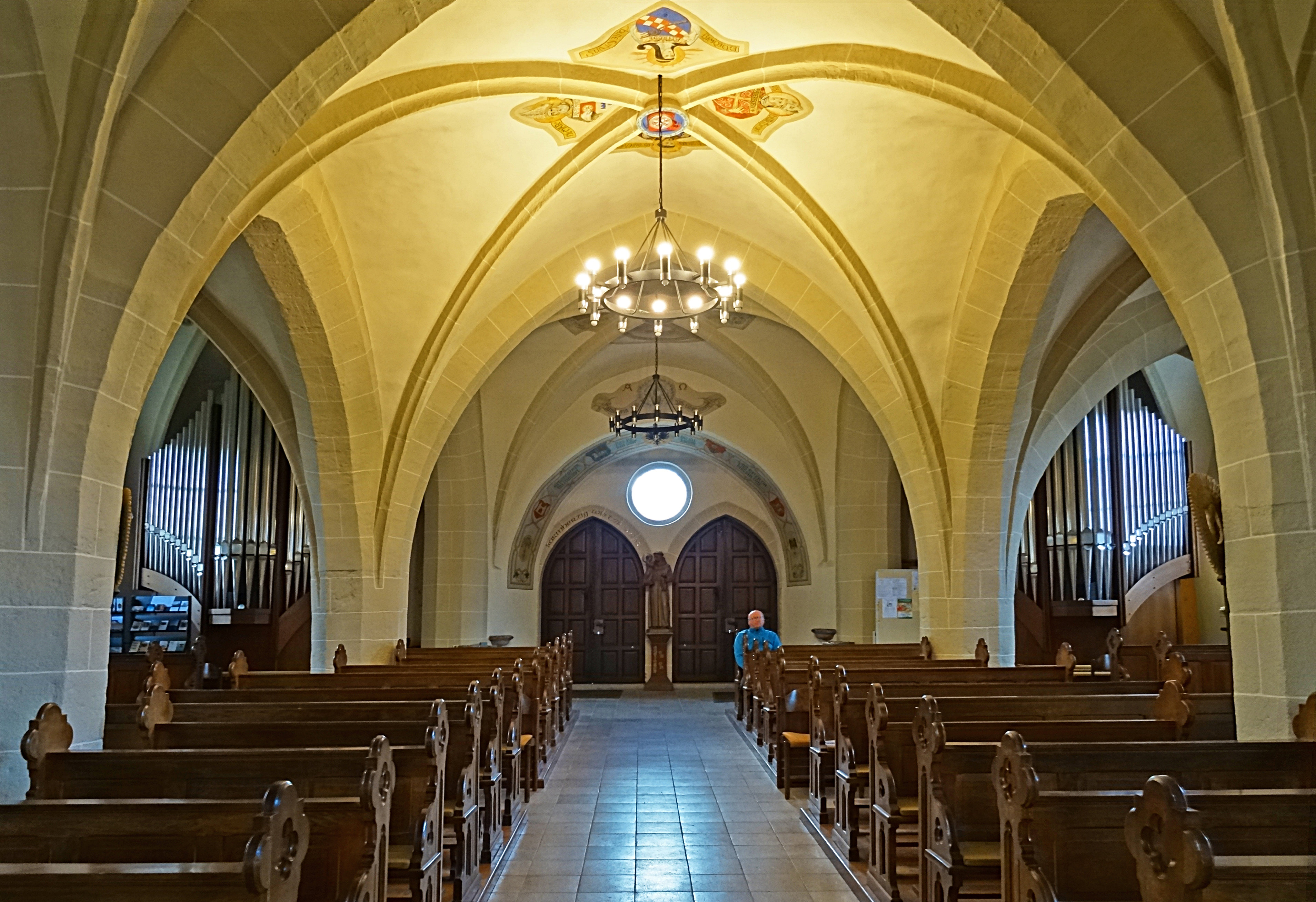
Westportal und Kutter-Orgel

Die Disposition der Orgel lautet wie folgt:
| I Hauptwerk C–a3 |    |
| Principal        | 8′ |
| Flauto           | 8′ |
| Gedackt          | 8′ |
| Octave           | 4′ |
| Dulciana         | 4′ |
| Octave           | 2′ |
| Mixtur IV        | 2′ |
| Röhrenglocken    |    |
| Tremulant        |    |

| II Schwellwerk C–a3 |        |
| Bordun              | 8′     |
| Viola               | 8′     |
| Nachthorn           | 4′     |
| Fugara              | 4′     |
| Nasat               | 2 ⁄3′  |
| Piccolo             | 2′     |
| Terz                | 1 3⁄5′ |
| Sifflöte            | 1 ⁄3′  |
| Oboe                | 8′     |
| Tremulant           |        |

| III Schwellwerk C–a3 |     |
| Gedackt              | 16′ |
| Principal            | 8′  |
| Hohlflöte            | 8′  |
| Violine              | 8′  |
| Vox coelestis        | 8′  |
| Geigenprincipal      | 4′  |
| Traversflöte         | 4′  |
| Mixtur III           | 2′  |
| Trompete             | 8′  |
| Vox humana           | 8′  |
| Tremulant            |     |

| Pedalwerk C–f1 |        |
| Akustika       | 32′    |
| Subbaß         | 16′    |
| Zartbaß        | 16′    |
| Oktavbaß       | 8′     |
| Gedacktbaß     | 8′     |
| Quinte         | 5 1⁄3′ |
| Choralbaß      | 4′     |
| Rohrflöte      | 4′     |
| Terz           | 3 1⁄5′ |
| Quintsept      | 2 ⁄3′  |

- Koppeln:
  - Normalkoppeln: II/I, III/I, III/II, I/P, II/P, III/P
  - Superoktavkoppeln: II/I, III/I, II/II, III/II, III/III, II/P, III/P
  - Suboktavkoppeln: I/I, II/I, III/I, II/II, III/II, III/III
  - Melodiekoppeln: II/I, II/III
  - Normallage II ab, III ab
- Spielhilfen: elektrische Setzeranlage, Schwelltritte je Schwellwerk, Walze